# (1818) Brahms
(1818) Brahms est un astéroïde de la ceinture principale.

## Description
(1818) Brahms est un astéroïde de la ceinture principale découvert le 15 août 1939 par l'astronome allemand Karl Wilhelm Reinmuth. Le lieu de découverte est Heidelberg (024). Sa désignation provisoire était 1939 PE.

## Nom
Il a été nommé en l'honneur du compositeur allemand Johannes Brahms (1833-1897),.